# Dekanat Grabowiec
Dekanat Grabowiec – dekanat rzymskokatolickiej diecezji zamojsko-lubaczowskiej.

## Parafie
W skład dekanatu wchodzi 10 parafii:
- parafia Wniebowzięcia NMP – Gdeszyn
- parafia św. Mikołaja – Grabowiec
- parafia Przemienienia Pańskiego – Horyszów
- parafia św. Michała Archanioła – Miączyn
- parafia Wniebowzięcia NMP – Skierbieszów
- parafia MB Królowej Polski – Świdniki
- parafia Trójcy Przenajświętszej i Narodzenia NMP – Trzeszczany
- parafia św. Anny – Tuczępy
- parafia Wniebowzięcia NMP – Uchanie
- parafia MB Różańcowej – Zawalów

## Sąsiednie dekanaty
Chełm – Wschód (archidiec. lubelska), Hrubieszów – Południe, Hrubieszów – Północ, Krasnobród, Sitaniec, Tyszowce, Zamość